# Ambulyx substrigilis
Ambulyx substrigilis är en fjärilsart som beskrevs av George Francis Hampson 1892. Ambulyx substrigilis ingår i släktet Ambulyx och familjen svärmare. Inga underarter finns listade i Catalogue of Life.

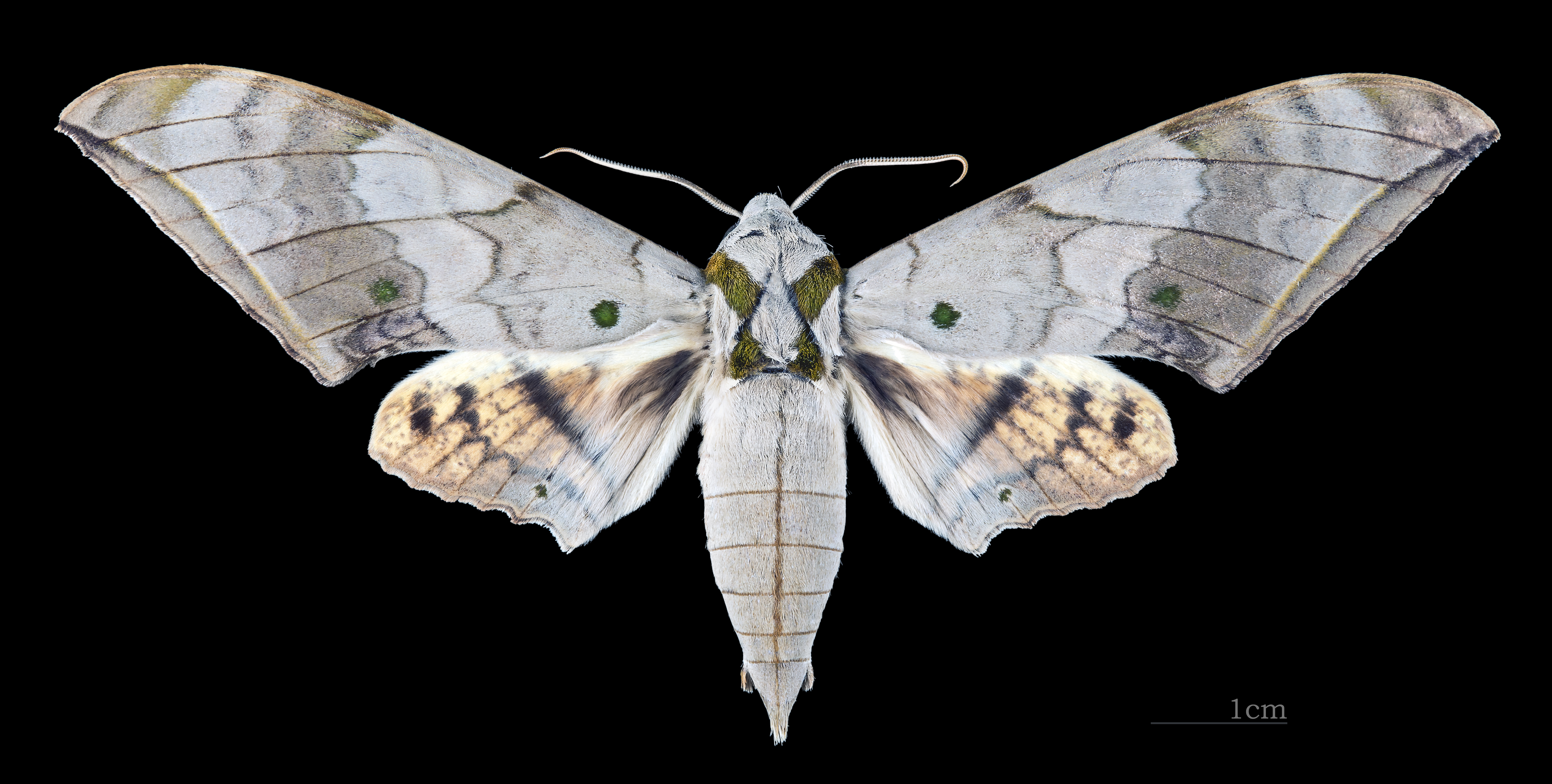
Ambulyx substrigilis ♂
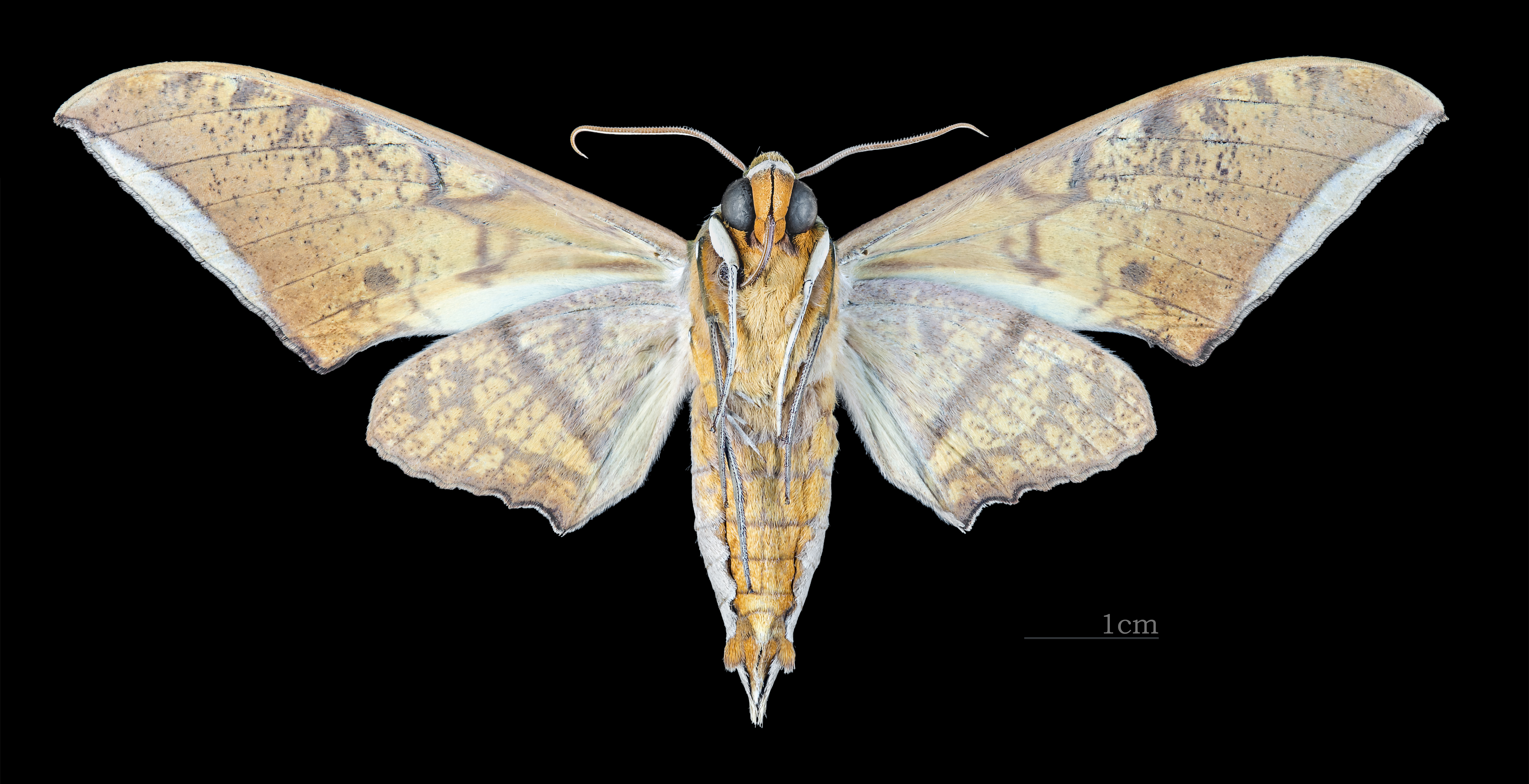
Ambulyx substrigilis ♂ △
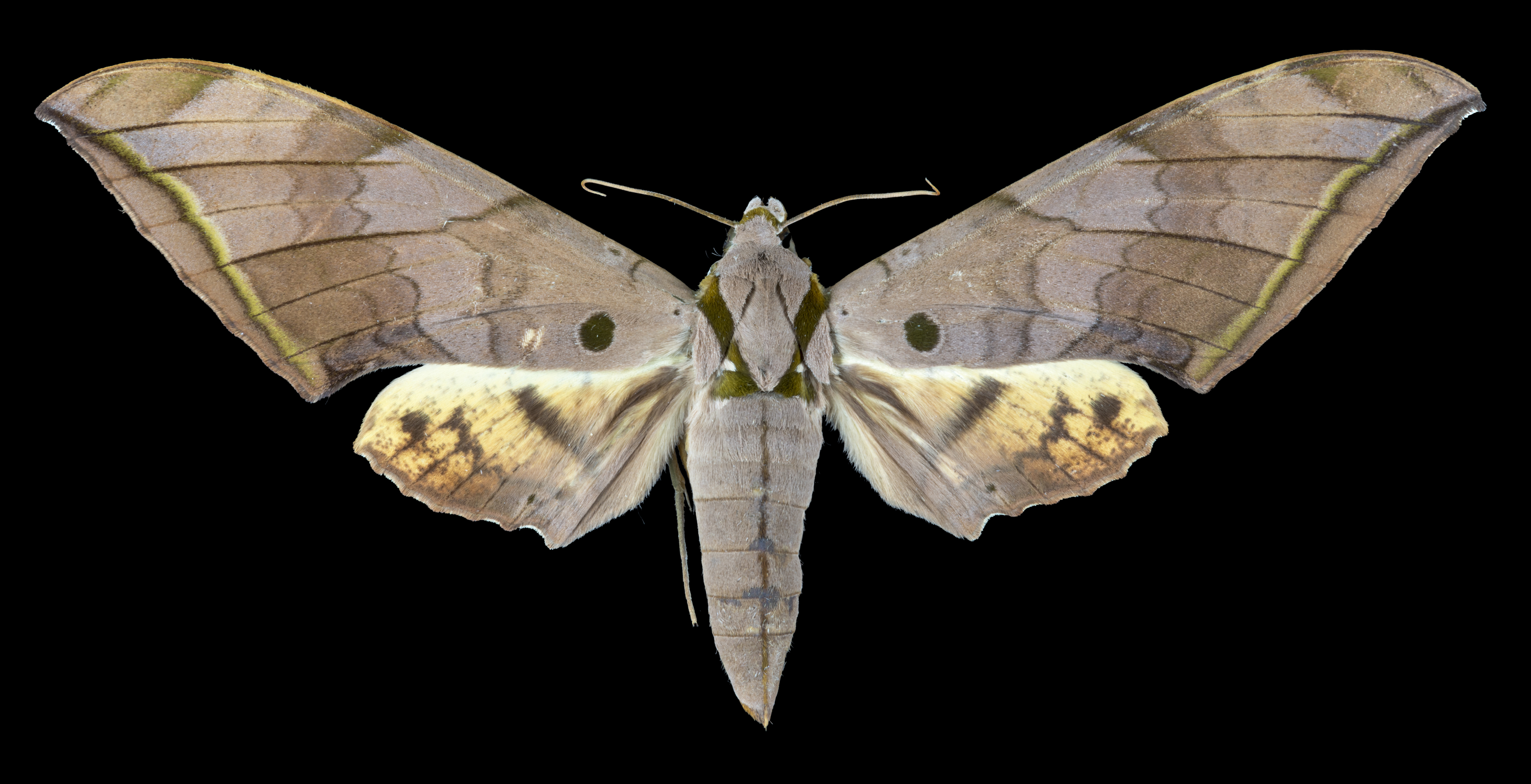
Ambulyx substrigilis ♀
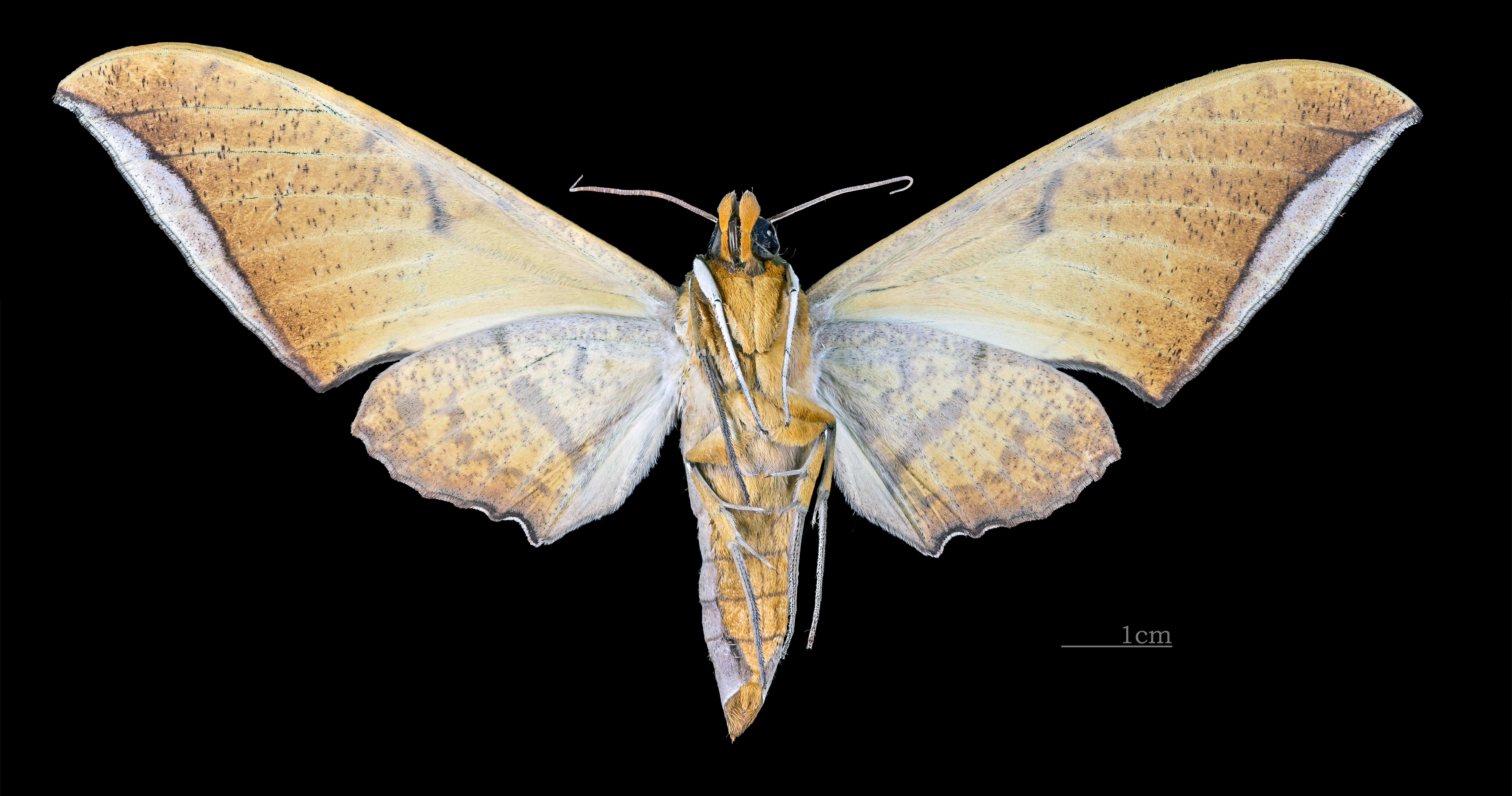
Ambulyx substrigilis  ♀ △